# جيمس هنري كارلتون
جيمس هنري كارلتون (بالإنجليزية: James Henry Carleton) (و. 1814 – 1873 م) هو ضابط من الولايات المتحدة الأمريكية .